# Zimna noc i szybkie auta
Zimna noc i szybkie auta – singel polskiego piosenkarza i rapera White'a 2115 oraz rapera Bedoesa z albumu studyjnego Hotel Maffija. Singel został wydany przez wytwórnię SBM Label 5 czerwca 2020 roku. Tekst utworu został napisany przez Sebastiana Czekaja i Borysa Piotra Przybylskiego.
Nagranie uzyskało w Polsce certyfikat platynowej płyty w 2024 roku.
Singel zdobył ponad 11 milionów wyświetleń w serwisie YouTube (2023) oraz ponad 11 milionów odsłuchań w serwisie Spotify (2023).

## Nagrywanie
Utwór został wyprodukowany przez Lanka. Za mix/mastering utworu odpowiada DJ Johny. Tekst do utworu został napisany przez Sebastiana Czekaja i Borysa Piotra Przybylskiego.

## Twórcy
- White 2115 – słowa[1][2]
- Sebastian Czekaj, Borys Piotr Przybylski – tekst[1]
- Lanek – produkcja[1]
- DJ Johny – mix/mastering[1][2]

## Certyfikaty
| Kraj          | Certyfikat      | Sprzedaż |
| ------------- | --------------- | -------- |
| Polska (ZPAV) | platynowa płyta | 50 000+  |